# 金龍溫泉站
金龍溫泉站（日语：／ Kinryu-Onsen eki */?）是位於岐阜縣惠那郡大井町（現時：惠那市大井町），北惠那鐵道（現時：北惠那交通）大井線的鐵路車站（廢站）。

## 歷史
此線前身是為了建設大井水壩建設，用作運送建材的大同電力（現時：關西電力）專用鐵道。在大井水壩完成後，大同電力轉讓鐵路線給北惠那鐵道作客運用途。此站是在轉讓後才啟用。

### 年表
- 1929年（昭和4年）2月 此站啟用[2]。
- 1932年（昭和7年）9月 新大井至大井水壩之間暫停客運業務[2]
- 1934年（昭和9年）9月15日 新大井至大井水壩之間廢除客運業務[3][2]。再次轉讓給大同電力，成為專用鐵道。
- 1940年（昭和15年） 大同電力專用鐵道被廢除。

## 車站周邊
車站附近設有一間名為金龍館的溫泉旅館。車站位於現時惠那鐳溫泉附近。
- 惠那鐳溫泉館（日语：恵那ラジウム温泉）
- 金比羅神社
- 岐阜縣道401號惠那峽公園線（日语：岐阜県道401号恵那峡公園線）
- 阿木川（日语：阿木川）

## 現狀
車站遺址一帶變成住宅區。

## 相鄰車站
北惠那鐵道
大井線
新大井－金龍溫泉－大井水壩

## 注腳
1. ↑  7.大井ダムの建設｜ダムの書誌あれこれ（68）〜桃山発電所、読書第１発電所、賤母発電所、落合ダム、大井ダム、読書ダム〜 （页面存档备份，存于）（日語） - 水壩手冊（日本水壩協會）
2. 1 2 3  今尾惠介《日本鐵道旅行地圖帳 7號東海》（新潮社、2008年）p.42
3. ↑  「鉄道運輸営業廃止実施」《官報》1934年9月25日 - 國立國會圖書館數碼化收藏

## 相關項目
- 日本鐵路車站列表 Ki

## 外部連結
- 1948年5月21日美軍拍攝的航空照片 - 地圖、航空照片參閱服務（國土地理院）
  - 在圖中中央偏左上方處，可看見車站與路軌遺址。